# Happy Salma
Pour les articles homonymes, voir Salma.
Happy Salma  (ou Jero Happy Salma Wanasari), née le 4 janvier 1980 à Sukabumi, dans la province de Java occidental Indonésie, est une actrice, mannequin, producteur et écrivaine indonésienne.
Travaillant à l'origine comme mannequin, elle joue ensuite dans de nombreux Soap opera avant de jouer dans Gie en 2005. Elle épouse le prince d'Ubud Tjokorda Bagus Dwi Santana Kertayasa en 2010. L'année suivante, elle est choisie comme meilleure actrice dans un second rôle aux Indonesian Movie Awards pour son rôle de prostituée dans 7 Hati 7 Cinta 7 Wanita (Sept cœurs, sept amours, sept femmes).

## Biographie
Happy Salma naît le 4 janvier 1980 à Sukabumi, dans le Java occidental, de Dachlan Suhendra et Iis Rohaeni et est le quatrième des six enfants du couple. Dès son plus jeune âge, elle aime lire et écrire. Elle est diplômée de l'université Trisakti avec un diplôme en administration des affaires.
Happy Salma épouse le 3 octobre 2010 le photographe Tjokorda Bagus Dwi Santana Kertayasa, un prince d'Ubud (Bali), après quoi elle reçoit un titre royal et modifie son nom en Jero Happy Salma Wanasari. Ils organisent une réception de mariage traditionnelle soundanaise à Sukabumi le 16 octobre 2010. De par son mariage, elle se convertit de l'islam à l'hindouisme,. Le couple a deux enfants, Tjokorda Sri Kinandari Kerthyasa (né en 2015) et Tjokorda Ngurah Rayidaru Kerthyasa (né en 2018),.
En 2011, Happy Salma produit un nouveau film, Description Without Place, qui raconte le passé, le présent et le futur de trois femmes (respectivement d'Arabie saoudite, d'Italie et de Jakarta) qui se rencontrent à Bali lors de leurs voyages spirituels.

## Filmographie partielle

### Au cinéma
- 2005 : Gie (en) : Santi
- 2008 : Golden Goal! : Adriana
- 2008 : Hantu Aborsi (id) : Devi
- 2009 : Mau Dong... Ah (id) : Cantik
- 2009 : Capres (Calo Presiden) (id) :
- 2009 : Kodrat kuadrat (court métrage)
- 2010 : 7 Hati 7 Cinta 7 Wanita (en) : Yanti
- 2011 : True Love : Sagitaria
- 2012 : 5 cm (en) : Happy Salma
- 2013 : Air Mata Terakhir Bunda (id) : Ibu Sriyani
- 2013 : Rectoverso: Cinta yang Tak Terucap (id) (segment Hanya Isyarat, réalisation)
- 2014 : Kamis Ke 300 (court métrage, réalisation)
- 2017 : The Seen and Unseen (en) : Suster Ida
- 2017 : Insya Allah Sah (id) : Anna
- 2018 : 212 Warrior (en) : Suci
- 2018 : Buffalo Boys (en) : Seruni
- 2018 : Dilan 1990 : la mère de Milea
- 2019 : Glorious Days (en) : la mère de Suci
- 2019 : Dilan 1991 (en) : la mère de Milea
- 2020 : Milea: Suara dari Dilan (en) : la mère de Milea
- 2021 : Ali & Ratu Ratu Queens : Chinta
- 2021 : Une femme indonésienne (Nana) : Raden Nana Suhani

## Récompenses et distinctions
| Année | Festival                    | Catégorie                                              | Film                    | Résultat   |
| ----- | --------------------------- | ------------------------------------------------------ | ----------------------- | ---------- |
| 2010  | Festival du film indonésien | Prix Citra de la meilleure actrice dans un second rôle | 7 Hati 7 Cinta 7 Wanita | Lauréat    |
| 2013  | Festival du film indonésien | Prix Citra de la meilleure actrice principale          | Air Mata Terakhir Bunda | Nomination |